# Опускные сооружения

Схема кессона.

Опускные сооружения, подземные сооружения разл. назначения, конструкции которых погружаются на проектную глубину под действием, как правило, их собственного веса и по мере выемки из оснований грунта. Разновидности: колодцы, опускная (погружная) крепь, опускные секции, кессоны и тоннели-кессоны. Кессо́ны (фр. caisson — ящик) в международной терминологии подразделяются на открытые и закрытые. За открытым кессоном в России закрепилось название опускной колодец.

## Открытый кессон
Открытый кессон,опускной колодец — пустотелая (полая) конструкция-оболочка, погружаемая в грунт. Такая конструкция применяется для строительства заглублённых в грунт сооружений (иногда называемых опускными), а также для устройства опор (фундаментов) глубокого заложения, которые передают давление на нижние слои грунта, обладающие большей прочностью. Также опускные колодцы могут являться фундаментами опор железнодорожных мостов в случае их возведения в дисперсных грунтах.
Изготавливаются преимущественно из бетона или железобетона (как монолитного, так и сборного), в редких случаях — из стали.
Технология впервые была описана в американском штате Аризона в октябре 1908 года.
В плане опускной колодец чаще всего круглый, но в некоторых случаях может быть эллиптическим или прямоугольным. Очертание наружной поверхности в большинстве случаев цилиндрическое, хотя возможны конический или ступенчатый варианты. С целью более лёгкого погружения опускного колодца в грунт его стены делают вертикальными гладкими или же уступчатыми, имеющими снизу изнутри скос. В нижней части колодца оборудовано заострение (так называемая «консоль»), усиленное металлом (так называемый «нож»), со стальной облицовкой его режущей кромки.
Существует два способа устройства стен опускных колодцев: их либо сразу возводят на полную высоту, либо наращивают по мере того, как колодец погружается в грунт. Саму оболочку изначально устанавливают на поверхности земли, после чего грунт подрабатывается в направлении от центра колодца к «ножу», который, теряя опору с внутренней стороны, под воздействием нагрузки, передаваемой расположенными выше конструкциями, выдавливает грунт внутрь, что приводит к погружению опускного колодца на глубину. Погружение может производиться как без, так и с откачкой воды из полости; выемка грунта происходит по мере погружения и осуществляется с помощью различных строительных машин (как правило, грейферов или гидроэлеваторов, в некоторых случаях экскаваторов).
Как только опускным колодцем при погружении достигается проектная отметка глубины заложения фундамента, его внутренняя полость заполняется бетонной смесью. В зависимости от целей проекта заполнение может происходить как полностью — в случае устройства опор, так и частично — если подземному помещению, устраиваемому внутри колодца, требуется дополнительная защита от воды, — в этом случае образуется опирающееся на грунт днище, выполняющее данную функцию. В верхней части колодца возможно (но не всегда обязательно) устройство распределительной плиты из железобетона для последующего возведения надфундаментной части опоры.
Опускной колодец применяется в том случае, если грунты, обладающие достаточной для реализации конкретного проекта несущей способностью, расположены на глубине более 5-8 метров; тем не менее, при глубине, превышающей 20-25 метров (особенно в случае водонасыщенных грунтов), их применение не рекомендуется. Как правило, диаметр опускного колодца не превышает 80 метров, в большинстве случаев он меньше. Иногда во внутренней полости крупных опускных колодцев возводятся специальные разделительные перегородки, создающие в ней своего рода отсеки, — это делается с целью обеспечения жёсткости.
В зависимости от конкретного типа грунта технология возведения опускных колодцев имеет свои особенности. Например, в песках и малосвязных грунтах для их устройства применяются виброустановки, а в глинистых грунтах — так называемые тиксотропные рубашки (нагнетание глинистого раствора между стенкой колодца и окружающим грунтом, выполняющего роль «смазки» и впоследствии, после добавления в него цемента, затвердевающего). Технология возведения опускного колодца в железнодорожном строительстве также имеет отличия от «традиционной».
Главным достоинством опускных колодцев в качестве фундаментов является отсутствие необходимости в каком-либо сложном оборудовании для их возведения. Тем не менее, подобный способ устройства фундаментов имеет и множество недостатков — одним из главных является риск его отклонения от вертикальной оси при погружении, который устраняется дополнительной пригрузкой колодца сверху или же односторонним подмывом грунта снизу. К другим недостаткам относятся большой объём кладки и повышенная сложность (в ряде случаев невозможность) возведения подобных фундаментов в скальных и водонасыщенных грунтах: в первом случае из-за неровной поверхности, во втором — из-за часто большого количества всевозможных препятствий при опускании, таких как валуны.

## Закрытый кессон
Закрытый (подводный) кессон — конструкция для образования под водой или в водонасыщенном грунте рабочей камеры без воды. Поступление воды в рабочую камеру предотвращается нагнетанием в неё сжатого воздуха. Кессон обычно сооружается на поверхности и погружается в грунт под действием собственного веса и веса надкессонного строения по мере выемки грунта. На кессонных основаниях обычно возводятся опоры мостов (быки).
Также кессоном называют устройство для частичного осушения подводной части судна с целью ремонта или осмотра, которое представляет собой прочный ящик, открытая сторона которого повторяет обводы осушаемого участка. При откачке воды он прижимается давлением воды к борту корабля и герметизирует внутренний объём судна от окружающей воды.
Кессоны широко использовались для устройства фундаментов мостов в XIX— начале XX века (впервые при строительстве Бруклинского моста). На XXI век применение кессонов для подводного строительства ограничено.